# Gunder Bengtsson
Arne Bernt Gunder Bengtsson, född 2 februari 1946 i Torsby, Värmlands län, död 2 augusti 2019 i Linsells distrikt i Härjedalen i Jämtlands län, var en svensk fotbollstränare. 
Bengtsson påbörjade sin karriär som assisterande tränare under Sven-Göran Eriksson i IFK Göteborg. År 1982, efter att Eriksson hade vunnit Uefacupen 1981/1982 med laget lämnade Eriksson laget för den portugisiska fotbollsklubben Benfica, blev Bengtsson huvudtränare för IFK Göteborg i ett par månader. Därefter lämnade Bengtsson Göteborg för att ta över den norska klubben Vålerenga. Klubben blev norska mästare två gånger med Bengtsson som huvudtränare, 1983 och 1984.
Efter sin sejour i Norge återvände Bengtsson till IFK Göteborg. Den här gången var han i klubben i två år, från 1985 till 1987. Under sitt sista år i Göteborg vann klubben återigen Uefacupen. Efter detta lämnade han Göteborg för den grekiska klubben Panathinaikos där han var klubbens tränare under ett år. I december 1989 blev han huvudtränare i den holländska klubben Feyenoord med den assisterande tränaren Pim Verbeek. Klubben hade haft en dålig start på säsongen och var i botten av tabellen. Feyenoord slutade 11:a i tabellen den säsongen. Säsongen därefter blev det inte heller någon bra tabellplacering för klubben vilket ledde till att i mars 1991 fick Bengtsson och Verbee sparken.
Bengtsson återvände därefter till Sverige och Göteborg. Den här gången gick han dock till IFK Göteborgs lokalkonkurrent, Örgryte IS. Bengtsson var ledare i klubben i 4 år, mellan 1992 och 1996. Örgryte är klubben han var ledare (manager/sportchef) i under flest år. Bengtsson återvände till Grekland efter sina fyra år i Örgryte och blev tränare för klubben PAOK. År 1997 bytte han återigen klubb och den här gången till den cypriotiska klubben Apollon Limassol. Han var dock bara i klubben under några månader. 
Bengtsson tog därefter ett par så kallade sabbatsår fram till 2001, innan han blev tränare för den norska klubben Molde FK. Under sin första presskonferens när han arbetade för klubben sa han att Molde skulle bli den största klubben i Norge. Efter två svaga år i klubben sparkades han dock. Efter att han blev avskedad avslutade han sin karriär som professionell fotbollstränare.

## Meriter
Med IFK Göteborg
- Svensk mästare: 1 (1983)
- Uefacupen 1986/1987

Med Vålerenga
- Norsk mästare: 2 (1983 och 1984)

Med Panathinaikos
- Grekiska cupen: 2 (1988 och 1989)
- Grekiska supercupen: 1 (1988)